# Horga - Zorleni
Horga - Zorleni este o zonă protejată (arie de protecție specială avifaunistică - sit SPA) situată în partea estică a României, pe teritoriul județului Vaslui.

## Localizare
Aria naturală se întinde în extremitatea central-sudică a județului Vaslui, pe teritoriile administrative ale comunelor: Banca, Epureni, Fruntișeni, Grivița, Mălușteni, Șuletea, Vinderei și Zorleni și pe cel al orașului Murgeni. Situl este străbătut de drumul național DN24A și de drumul județean DJ244J

## Înființare
Situl Horga -Zorleni (cu o suprafață de 20.205,7 ha.) a fost declarat arie de protecție specială avifaunistică prin Hotărârea  de Guvern nr. 971 din 5 octombrie 2011 (pentru modificarea și completarea Hotărârii Guvernului nr. 1.284/2007 privind declararea ariilor de protecție specială avifaunistică ca parte integrantă a rețelei ecologice europene Natura 2000 în România).

## Biodiversitate
Încadrat în bioregiunea geografică stepică a Podișul Bârladului (secțiune central-sudică a Podișului Central Moldovenesc) ce cuprinde Colinele Tutovei și Dealurile Fălciului; situl dispune șase clase de habitate naturale de tipul: Culturi cerealiere extensive (inclusiv culturile de rotație cu dezmiriștire), Pajiști ameliorate (pășuni și fânațe păstrate în stare semi-naturală), Pajiști uscate, stepe, Păduri caducifoliate, Plantații de arbori și arbusti (inclusiv livezi, crânguri, vii), și Alte terenuri arabile; ce asigură condiții de odihnă, hrănire, cuibărire și reproducere pentru diferite păsări migratoare.

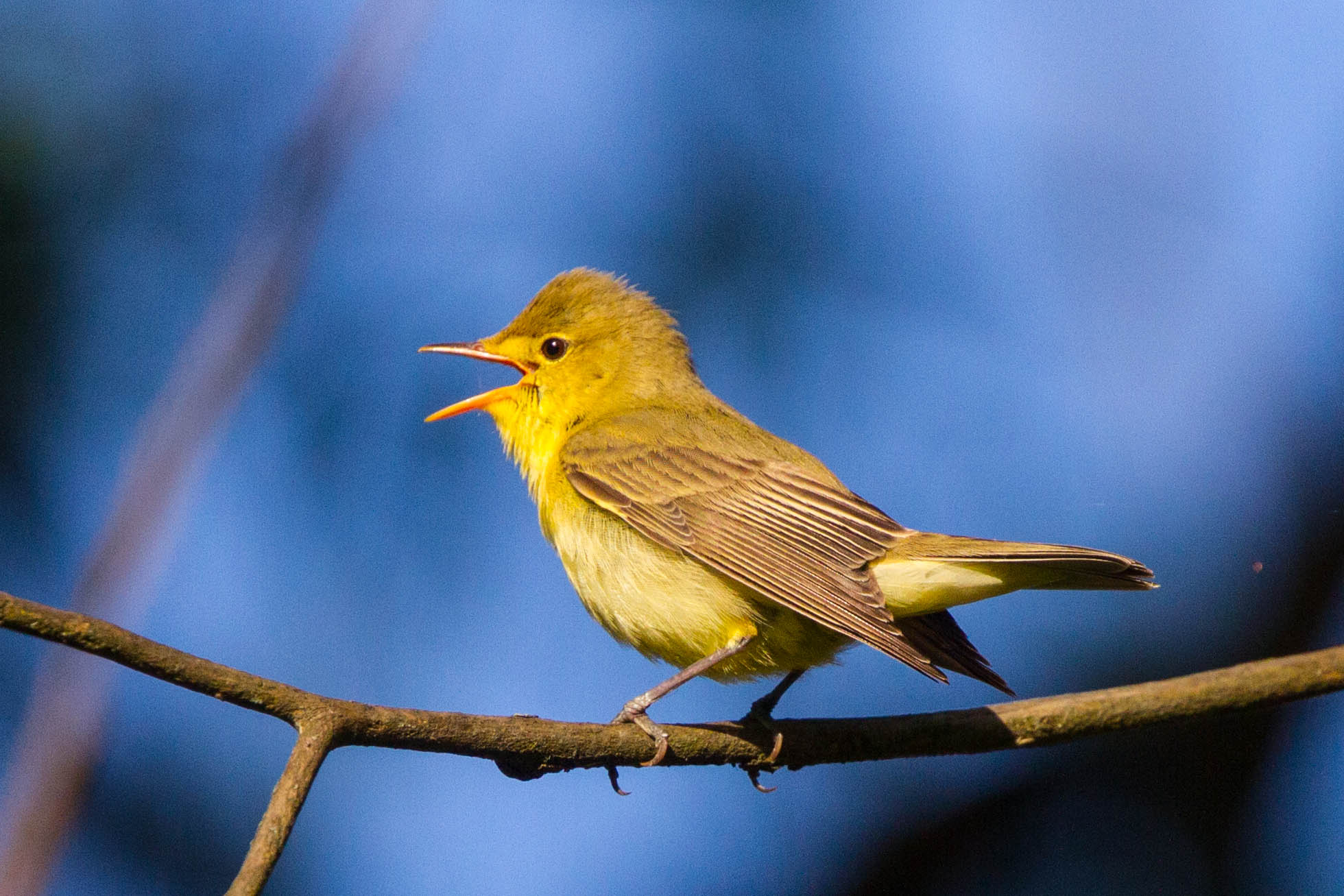
Frunzăriță galbenă (Hippolais icterina)

La baza desemnării sitului se află mai multe specii avifaunistice protejate la nivel european prin Directiva 79/409/CEE din 2 aprilie 1979 (privind conservarea păsărilor sălbatice) sau aflate pe lista roșie a IUCN; astfel: acvilă-țipătoare-mică (Aquila pomarina), fâsă de câmp (Anthus campestris), fâsă de pădure (Anthus trivialis), ciuf de pădure (Asio otus), ciocârlie de câmp (Alauda arvensis), șorecar comun (Buteo buteo), barză albă (Ciconia ciconia), cristel de câmp (Crex crex), caprimulg (Caprimulgus europaeus), dumbrăveancă (Coracias garrulus), prepeliță (Coturnix coturnix), porumbel de scorbură (Columba oenas), porumbel gulerat (Columba palumbus), cuc (Cuculus canorus), ciocănitoare de stejar (Dendrocopos medius), botgros (Coccothraustes coccothraustes), presură de grădină (Emberiza hortulana), șoim de iarnă (Falco columbarius), șoim călător (Falco peregrinus), șoimul rândunelelor (Falco subbuteo), muscar gulerat (Ficedula albicollis), vânturel roșu (Falco tinnunculus), rândunică (Hirundo rustica), frunzăriță galbenă (Hippolais icterina), acvilă pitică (Hieraaetus pennatus), Capîntortură (Jynx torquilla), ciocârlie de pădure (Lullula arborea), sfrâncioc roșiatic (Lanius collurio), sfrânciocul cu frunte neagră (Lanius minor), privighetoare roșcată (Luscinia megarhynchos), gaie neagră (Milvus migrans), codobatură galbenă (Motacilla flava), codobatură albă (Motacilla alba), presură sură (Miliaria calandra), pietrar sur (Oenanthe oenanthe), grangur (Oriolus oriolus), ciocănitoare verzuie (Picus canus), codroșul de grădină (Phoenicurus phoenicurus), lăstun de mal (Riparia riparia), silvie porumbacă (Sylvia nisoria), silvie de câmp (Sylvia communis), silvie de zăvoi (Sylvia borin), silvie cu cap negru (Sylvia atricapilla), mărăcinar (Saxicola rubetra), mărăcinar negru (Saxicola torquata), turturică (Streptopelia turtur) și pupăză (Upupa epops).

## Căi de acces
- Drumul național DN24A, pe ruta Bârlad - Zorleni - Popeni - Floreni - Murgeni (35,5 km.)[10]